# Universíada de Inverno de 2001
A XX Universíada de Inverno aconteceu em Zakopane, Polónia de 7 a 17 de fevereiro de 2001.
| “ | Nós testemunhamos um milagre. Vocês fizeram dos atletas uma prioridade e eles nunca esquecerão disto. | ” |

## Quadro de medalhas
O Quadro de medalhas é uma lista que classifica as Federações Nacionais de Esportes Universitários (NUSF) de acordo com o número de medalhas conquistadas.
| Ordem                                     | País              | Medalha de ouro | Medalha de prata | Medalha de bronze |    |
| ----------------------------------------- | ----------------- | --------------- | ---------------- | ----------------- | -- |
| 1                                         | RUS Rússia        | 14              | 9                | 8                 | 31 |
| 2                                         | KOR Coreia do Sul | 8               | 4                | 2                 | 14 |
| 3                                         | POL Polônia       | 8               | 3                | 3                 | 14 |
| 4                                         | SLO Eslovênia     | 6               | 4                | 3                 | 13 |
| 5                                         | SUI Suíça         | 5               | 3                | 3                 | 11 |
| 6                                         | JPN Japão         | 3               | 2                | 5                 | 10 |
| 7                                         | AUT Áustria       | 2               | 4                | 3                 | 9  |
| 8                                         | SVK Eslováquia    | 2               | 1                | 3                 | 6  |
| 9                                         | BLR Bielorrússia  | 1               | 4                | 4                 | 9  |
| 10                                        | BUL Bulgária      | 1               | 3                | 1                 | 5  |
| Nenhum país lusófono conquistou medalhas. |                   |                 |                  |                   |    |